# Germania Inferior

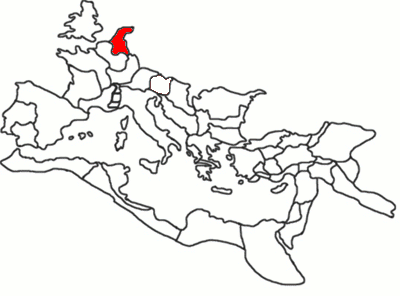
Provincia romană Germania Inferior pe harta Imperiului Roman, în jurul anului 120 d.C.

Germania Inferior a fost o provincie romană situată pe malul stâng al Rinului, în sudul și vestul Olandei și vestul Germaniei de astăzi. Principalele așezări erau Bona (Bonn), Castra Vetera și Colonia Ulpia Traiana (ambele în apropiere de Xanten), Ulpia Noviomagus Batavorum (Nijmegen), Trajectum ad Rhenum (Utrecht), și Colonia Agrippinensis (Köln) capitala Germaniei Inferior.
Primele confruntări dintre o armată romană și popoarele Germaniei Inferior au avut loc în timpul războaielor galice ale lui Iulius Caesar. Acesta a invadat regiunea în 57 î.Hr. și în următorii trei ani a anihilat mai multe triburi germanice, cum ar fi eburonii și menapii.
Germania Inferior avea așezări romane încă din jurul anului 50 î.Hr., inițial ca parte a provinciei Gallia Belgica; a devenit o provincie romană în anul 82 d.Hr. Se afla la nord de Germania Superior, împreună cu care forma Germania. Adjectivul Inferior se referă la poziția sa în aval.